# Ennetières-en-Weppes
 Ennetières-en-Weppes  es una población y comuna francesa, en la región de Norte-Paso de Calais, departamento de Norte, en el distrito de Lille y cantón de Lomme.

## Demografía
| 1021 | 1012 | 1036 | 1093 | 1162 | 1126 |
| Para los censos de 1962 a 1999 la población legal corresponde a la población sin duplicidades (Fuente: INSEE [Consultar]) |      |      |      |      |      |